# Lun
Classe Lun (que a OTAN denomina como Duck) é um ecranoplano projetado por Rostislav Evgenievich Alexeyev e usado pelas marinhas da União Soviética e da Rússia de 1987 até  o final dos anos 1990.
Ele voou usando a sustentação gerada pelo efeito solo de suas grandes asas quando perto da superfície da água - cerca de 4 metros ou menos. Embora possam parecer semelhantes e ter características técnicas relacionadas, ecranoplanos como o Lun não são aeronaves, hidroaviões e nem aerodeslizadores, sendo que o efeito solo é uma tecnologia separada completamente. A Organização Marítima Internacional classifica estes veículos como navios marítimos.
O nome Lun vem do russo para o tartaranhão.

## Design e desenvolvimento
O Lun era alimentado com oito Kuznetsov NK-87 turbofans, montado em canards avançados, cada um produzindo 127,4 kN (28,600 lbf) de empuxo. Tinha um casco de um hidroavião com uma grande placa defletora na parte inferior para fornecer um "passo" para a decolagem. Tinha uma velocidade máxima de cruzeiro de 550 quilômetros por hora.
Equipado para a guerra antissuperfície, carregava o míssil guiado do P-270 Moskit. Seis lançadores de mísseis eram montados em pares na superfície dorsal de sua fuselagem com avançados sistemas de rastreamento montados em seu nariz e cauda.
O único modelo desta classe construído, o MD-160, entrou em serviço com a Frota do Mar Negro em 1987. Foi aposentado no final dos anos 1990 e ficou sem uso em uma estação naval em Kaspiysk, Rússia. Em 31 de julho de 2020, o Lun foi rebocado de Kaspiysk para Derbente onde ficará em exposição no futuro parque patriota.
Outra versão de Lun foi planejada para uso como um hospital de campo móvel para rápida implantação em qualquer oceano ou localidade costeira. Foi nomeado o Spasatel (Спасатель - "Salvador"). O trabalho foi 90% concluído, quando o financiamento militar terminou e nunca foi concluído.

### Novo desenvolvimento
A partir de 2015, o ekranoplan A-050 está sendo desenvolvido pela Central Hydrofoil Design Bureau, dois conceitos que foram apresentados no MAKS. De acordo com a ValueWalk, o modelo "contará com aviônica e navegação modernas", com peso de decolagem de 54 toneladas e capacidade de carga de 9 toneladas; ele será alimentado por motores de reforço R-195 e tem uma velocidade de cruzeiro de 400 a 480 km/h, com um alcance 4.800 km. Ao mesmo tempo, pensa-se que o veículo de efeito solo será armado com mísseis de cruzeiro.